# Aphelotoma melanogaster
Aphelotoma melanogaster là một loài côn trùng cánh màng trong họ Ampulicidae, thuộc chi Aphelotoma. Loài này được Riek miêu tả khoa học đầu tiên năm 1955.